# Tiphobiosis veniflex
Tiphobiosis veniflex är en nattsländeart som beskrevs av Mcfarlane 1960. Tiphobiosis veniflex ingår i släktet Tiphobiosis och familjen Hydrobiosidae. Inga underarter finns listade i Catalogue of Life.